# Võ Sông Hương
Võ Sông Hương là một nữ diễn viên người Việt Nam. Một trong những gương mặt vàng của phim truyền hình Việt Nam, đặc biệt ở phía Nam. Cô được biết đến qua các phim Dòng Đời, Sóng Gió Đời Người, Tôi Và Em, Không Thể Rẽ Trái và Người Đẹp Tây Đô...

## Sự nghiệp

### Phim
Năm 1994, Sông Hương được bình chọn "Nữ sinh duyên dáng nhất" trong cuộc thi Tiếng hát sinh viên toàn quốc. Khi đó, đoàn làm phim Tôi Và Em đang tìm cảnh quay ở Mỹ Tho. Đoàn đã đến nhà Hương mời cô thử vai trong bộ phim đó. Từ đó, cô tiếp tục có những vai diễn khác trong các phim Sóng Gió Đời Người, Không Thể Rẽ Trái, Bông Hoa Rừng Sác, Người Đẹp Tây Đô và đặc biệt là Dòng Đời. Cô cũng từng có sự xuất hiện ngắn trong phim One Step on a Mine, It's All Over do Nhật Bản sản xuất, với nam diễn viên chính Tadanobu Asano.

### Lúc sau
Sau thành công từ bộ phim Dòng Đời, cô chuyển sang nghề người dẫn chương trình. Cô đã dẫn các chương trình như: "Nhịp Cầu Âm nhạc" của HTV7 và "Sức Sống Mới" của VTV1.
Sau đó, cô chuyển sang làm giáo viên. Cô là giảng viên tiếng Việt ở khoa Việt Nam học trường đại học Khoa học, xã hội và nhân văn Thành phố Hồ Chí Minh.

## Danh sách phim
- Dòng Đời (2000)
- Sóng Gió Đời Người
- Tôi Và Em
- Mặt Trời Đêm
- Không Thể Rẽ Trái (1996)
- Bông Hoa Rừng Sác
- Người Đẹp Tây Đô
- One Step on a Mine, It's All Over (1999)